# Great Guns!
Great Guns! è un film del 1927 diretto da Walt Disney. È un cortometraggio animato, il quarto con protagonista Oswald il coniglio fortunato. Fu distribuito dalla Universal Pictures il 17 ottobre 1927. Fu poi riedito il 29 febbraio 1932 dalla Walter Lantz Productions, con effetti sonori e musiche di James Dietrich, e questa è l'unica versione disponibile ai nostri giorni.

## Trama
Lo stato di Oswald è in guerra e lui si unisce all'esercito, trovandosi presto in trincea. oswald si scontra con un soldato nemico, oswald ha la meglio ma un poliziotto interviene attaccando  oswald che viene distrutto da una palla di cannone, ma La sua ragazza Ortensia, infermiera nell'ospedale da campo, raccoglie Oswald, lo mette in uno shaker e lo scuote. Quando lo versa, Oswald è di nuovo intero.

## Edizioni home video

### DVD
Il cortometraggio è incluso nel DVD Walt Disney Treasures: Le avventure di Oswald il coniglio fortunato. Per l'occasione al film è stata assegnata una nuova colonna sonora scritta da Robert Israel.

## Altri media
Il film viene riprodotto nel videogioco Epic Mickey, in cui vengono utilizzati classici corti Disney con protagonisti Topolino e Oswald.